# Комматос, Несторас
Несторас Комматос (греч. Νέστορας Κόμματος; р. 4 мая 1977) — греческий профессиональный баскетболист, африканец по матери. Победитель Евролиги 2004—2005 года в составе «Маккаби» (Тель-Авив), чемпион и обладатель Кубка Израиля, обладатель Кубка Греции.

## Игровая карьера
Несторас Комматос, уроженец города Лариса, начал игровую карьеру в местных молодёжных командах. Его первый профессиональный клуб также представлял Ларису, и в нём Комматос провёл три сезона, прежде чем подписать контракт с «Македоникосом».
После года в «Македоникосе» и двух лет в ПАОК Комматос оказался  в составе «Ариса» — одного из ведущих клубов чемпионата Греции. В сезоне 2003/2004 годов он стал лучшим бомбардиром чемпионата Греции, набрав в среднем за игру 21,5 очка. Он также стал обладателем Кубка Греции и был признан самым полезным игроком (MVP) матча всех звёзд чемпионата Греции. В Евролиге ФИБА он дошёл с «Арисом» до четвертьфинала (где проиграл лидерам греческого чемпионата «Марусси» в трёх матчах) и стал одним из пяти лучших бомбардиров турнира, набирая за 17 проведенных игр в среднем по 18,9 очка.
После успешного сезона в «Арисе» Комматос был приглашён в состав победителей Евролиги 2004 года «Маккаби» (Тель-Авив), с которым подписал контракт на один сезон на сумму в 450 тысяч долларов. В составе «Маккаби» он за сезон завоевал все возможные титулы, став чемпионом Израиля, обладателем Кубка Израиля и победителем Евролиги. Тем не менее его личные показатели по сравнению с предыдущим годом резко упали, и по окончании сезона «Маккаби» уступил его итальянскому клубу «Климамио» (Болонья), с которым он подписал двухгодичный контракт на сумму 850 тысяч долларов за сезон. Однако и в Болонье он не прижился и уже в январе 2006 года его отдали на остаток сезона в клуб испанской лиги «Каха Сан-Фернандо» (Севилья). Там он продержался всего два месяца, испортив отношения с командой и также не показав хорошей игры, и был освобождён уже в марте.
Следующий год Комматос провёл в греческом клубе АЕК, в 33 матчах лиги набирая в среднем по 13,1 очка за игру. Начав сезон 2007/2008 в составе команды российской Суперлиги «Локомотив-Ростов», он, однако, после 19 игр, за которые набирал по 11,2 очка и 4,7 подбора, был отчислен в феврале по состоянию здоровья.
После кубанского клуба Комматос выступал два сезона за команды своей родной Ларисы, затем по полсезона в «Марусси», где набирал за игру в греческой Лиге А1 12,9 очка и 6,5 подбора, и в турецком «Мерсине». В сезоне 2011/2012 годов он опять выступал в составе двух разных клубов. Начав сезон в «Марусси», он занимал место во главе списка бомбардиров высшего дивизиона греческого баскетбола, набирая в среднем 20,4 очка за игру, в том числе 40 очков в матче с «Панатинаикосом» и 42 очка в матче с «Олимпиакосом». Несмотря на личные успехи Комматоса, клуб выступал крайне неудачно и в феврале форвард перешёл в итальянский клуб «Сант'Антимо», который благодаря его уверенной игре сумел избежать спуска лигой ниже. В сезоне 2012/2013 годов Комматос вернулся в Грецию, где выступал за клубы «Ретимнон Критан Кингз», «Трикала», «Колоссос», с 2014 года играл за «Эрмис Агиас».

## Статистика выступлений
| Сезон   | Команда           | И  | ИС | МИН  | ПП%  | 3О%  | ШБ%  | ПДБ | ПРД | ПРХ | БЛ  | ПФ  | ПТР | ОЧК  |
| 2005-6  | Климамио          | 7  |    | 12,4 | 60,0 | 18,2 | 66,7 | 2,4 | 0,3 | 0,9 | 0,0 | 0,9 | 1,1 | 3,4  |
| 2005-6  | Каха Сан-Фернандо | 9  |    | 15,2 | 40,0 | 27,3 | 88,9 | 3,0 | 1,0 | 0,4 | 0,1 | 1,0 | 0,8 | 5,1  |
| 2006-7  | АЕК               | 35 |    | 31,9 | 57,9 | 36,7 | 69,4 | 5,4 | 1,3 | 1,0 | 0,2 |     | 2,5 | 13,1 |
| 2008-9  | AEL (Лариса)      | 17 |    | 29,8 | 49   | 34   | 62   | 4,6 | 1,4 | 0,9 | 0,3 | 1,8 |     | 10,2 |
| 2009-10 | Олимпия (Лариса)  | 15 | 8  | 20,7 | 55   | 33   | 48   | 3,5 | 0,9 | 0,9 | 0,3 | 1,9 |     | 7,1  |
| 2010-11 | Марусси           | 17 | 16 | 31,4 | 55   | 38   | 44   | 6,5 | 2,2 | 1,1 | 0,2 | 1,6 |     | 13,5 |
| 2010-11 | Мерсин            | 11 |    | 12,8 | 52,2 | 35,0 | 66,7 | 2,1 | 0,5 |     |     |     |     | 6,4  |
| 2011-12 | Марусси           | 16 | 16 | 35,6 | 56   | 35   | 63   | 6,6 | 2,2 | 1,4 | 0,2 | 2,1 |     | 20,4 |

| Сезон   | Команда                                | И  | ИС | МИН  | ПП%  | 3О%   | ШБ%  | ПДБ | ПРД | ПРХ | БЛ  | ПФ  | ПТР | ОЧК  |
| 2001-02 | ПАОК, Кубок Корача                     | 8  |    | 22,4 | 44,4 | 32,0  | 68,2 | 5,9 | 0,1 | 0,9 | 1,0 | 2,1 | 0,6 | 9,9  |
| 2002-03 | ПАОК, Кубок европейских чемпионов ФИБА | 16 |    | 29,3 | 60,7 | 43,5  | 75,0 | 6,3 | 1,3 | 1,9 | 0,1 | 2,3 | 2,1 | 18,3 |
| 2003-04 | Арис, Евролига ФИБА                    | 17 |    | 33,2 | 58,1 | 324,5 | 72,0 | 4,9 | 2,6 | 1,8 | 2,8 | 2,8 | 2,4 | 18,9 |
| 2004-05 | Маккаби (Тель-Авив), Евролига          | 22 |    |      | 61,1 | 42,3  | 54,2 | 2,0 | 0,3 | 5,5 | 0,2 |     |     | 4,1  |
| 2005-06 | Климамио, Евролига                     | 5  |    |      | 62,5 | 26,7  | 50,0 | 1,8 | 0,6 | 0,4 | 0,0 |     |     | 4,6  |
| 2006-07 | АЕК, Кубок Европы                      | 8  |    |      | 55,6 | 44,7  | 72,0 | 4,5 | 1,1 | 0,9 | 0,5 |     |     | 13,9 |
| 2007-08 | Локомотив-Ростов, Евролига ФИБА        | 8  |    | 29,1 | 52,1 | 31,4  | 73,1 | 6,0 | 1,4 | 0,8 | 0,1 | 2,1 | 1,4 | 12,8 |